# 김기훈 (2001년)
김기훈(2001년 6월 26일 ~ )은 대한민국의 축구 선수이며, 포지션은 윙어이다.